# Jules de Goncourt
Jules de Goncourt (nume complet Jules-Alfred Huot de Goncourt, n. 17 decembrie 1830, Paris, Franța – d. 20 iunie 1870, Paris, Franța) a fost un scriitor francez, fratele scriitorului și criticului literar Edmond de Goncourt, cu care a colaborat. Jules de Goncourt a murit din cauza bolii de sifilis.

## Scrieri
Împreună cu Edmond de Goncourt a scris:
- 1861: Sora Filomena ("Sœur Philomène")
- 1864: Renée Mauperin
- 1865: Germinie Lacerteux
- 1867: Manette Salomon
- 1869: Madame Gervaisais.
- Journal des Goncourt (publicat postum)